# Lambda Ursae Majoris
Lambda Ursae Majoris (λ UMa, Tania Borealis) – gwiazda w konstelacji Wielkiej Niedźwiedzicy o obserwowanej wielkości gwiazdowej +3,45m.

## Nazwa
Tradycyjna nazwa gwiazdy, Tania Borealis, wywodzi się od arabskiego wyrażenia ‏القفزة الثانية‎ Al Ḳafzah al thānīyah, co oznacza „drugi skok (gazeli)” i odnosi się do tej gwiazdy oraz pobliskiej mi Ursae Majoris. Łaciński dodatek Borealis wskazuje, że jest to północna gwiazda spośród tych dwóch. Nazwa ta została zatwierdzona przez Międzynarodową Unię Astronomiczną i weszła do jej katalogu nazw gwiazd.

## Charakterystyka fizyczna
Jest to biały podolbrzym lub gwiazda ciągu głównego (karzeł) typu widmowego A. Jej masa jest 2,5 raza większa od masy Słońca, a promień jest 3,2 raza większy od promienia Słońca. Temperatura powierzchni jest szacowana na 8930 K. Gwiazda ta obraca się wokół własnej osi w ciągu poniżej 3,2 doby.